# Cavendish (banan)

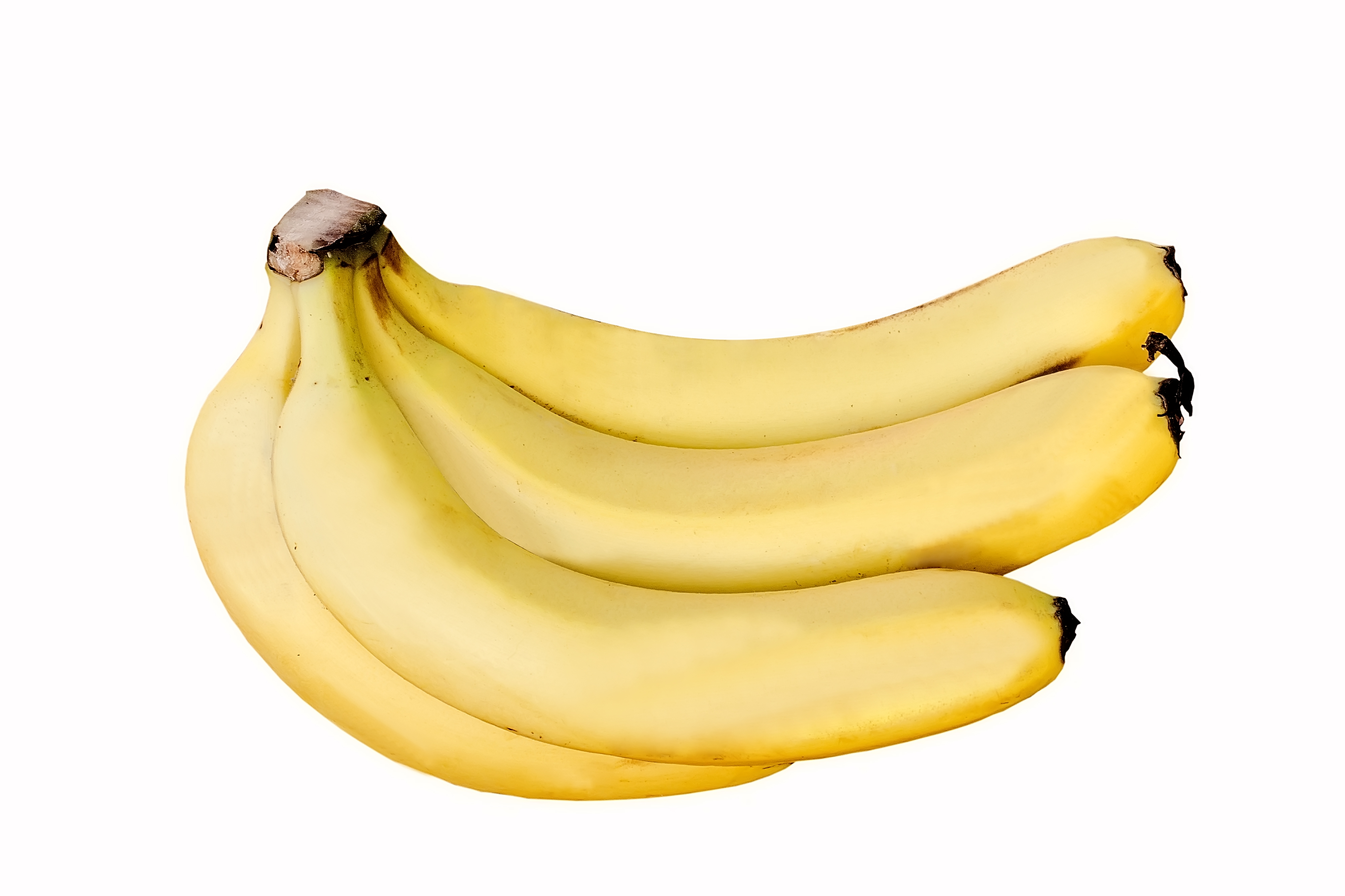
En klase Cavendishbananer.

Cavendish är en kultivar av ädelbanan. Den är i dag den mest odlade och exporterade bananen. Den är en steril klon och sprids därför genom rotskott.
När banansorten Gros Michel på 1950-talet drabbades hårt av Panamasjukan övergick många odlare till Cavendish eftersom den är immun. Cavendish är mer mottaglig för andra sjukdomar. Den mognar dessutom inte lika lätt och håller sig fräsch under en kortare tid. Trots det står den i dag för runt hälften av all bananodling och för 99 % av all internationell handel.
Under 1980-talet upptäcktes en ny variant av Panamasjukan, kallad Tropical Race 4 (TR4). Den har ännu (december 2015) inte spridit sig till de stora bananexportörerna i Latinamerika, vilka står för 80 % av Europas bananimport, men har drabbat delar av Asien, Afrika och Australien. Det pågår därför forskning för att ta fram en ny, resistent banansort.